# مونيكا ريفيس
مونيكا ريفيس هي عارضة كندية، ولدت في 1972 في أوكفيل في كندا.